# Nayef Al-Rodhan
Nayef Al-Rodhan (8 de junio de 1959) es un filósofo, neurocientífico, neurocirujano y geo-estratega saudí. Actualmente ocupa el puesto de miembro sénior y director de Geopolítica y Futuros Globales Centre for Security Policy (GCSP) en Ginebra, y es miembro honorario del St. Anthony College de la Universidad de Oxford. Su trabajo gira en torno a la intersección de la filosofía, la historia, la neurociencia y la geopolítica. Sus intereses en geoestrategia incluyen entre otros, la geopolítica de Oriente Medio, la seguridad nacional y global sostenible, la geopolítica del espacio exterior y las tecnologías estratégicas.

## Trayectoria
Empezó su carrera como neurocientífico y neurocirujano obteniendo su diploma de Doctor de Medicina en 1984 en la escuela de medicina de la Universidad de Newcastle en Inglaterra. Su mentor y principal influencia fue Lord John Walton of Detchant. 
De allí pasó a ser residente en el Mayo Clinic en EE. UU. Llevó a cabo parte de su investigación en el campo de la neurociencia, fue jefe residente de neurocirugía y consiguió su doctorado (Ph. D) en 1988 por su trabajo sobre The Characterization of Opioid and Neurotensin Receptor Subtypes in the Brain with respect to Antinociception. 
En 1993, becado por el Congreso de Cirujanos Neurológicos, se unió al Departamento de Neurocirugía del Colegio de Medicina de la Universidad de Yale, como cirujano de epilepsia e investigador de neurociencia molecular bajo la supervisión de Dennis Spencer.  
En 1994 se unió al departamento de neurocirugía del Hospital General de Massachusetts, en la Universidad de Harvard. Allí estudió la genética molecular, la regeneración neuronal y los neuropéptidos. Un año más tarde se convirtió en profesor en el Colegio de Medicina de Harvard y fundó el programa de neuro-tecnología junto al ganador del Premio Nobel, James E. Muller. A su vez, fundó los Laboratorios para la Neurocirugía Celular y Tecnología de la Neurocirugía con Robert Martuza.

## Investigación
En 2002 Nayef Al-Rodhan comenzó a cambiar su enfoque, combinando la neurociencia con las relaciones internacionales, tratando de entender la relación que existe entre la neurociencia y las emociones (como el egoísmo, la codicia, el miedo, etc.) en las que se basan ciertas decisiones. Asimismo estudiando el impacto que estas decisiones tienen en aspectos como la seguridad nacional y el panorama geopolítico actual.
En 2006 se unió al Centro de Política de Seguridad en Ginebra (GCSP por sus siglas en inglés) donde ejerce como Investigador Sénior y Director del Programa de Geopolítica y Futuros Globales.  En 2009 se incorporó al St. Anthony College en la Universidad de Oxford, Inglaterra, como Miembro Sénior y en 2014 fue nombrado Miembro Honorario. En la actualidad, su trabajo gira en torno a la intersección de la filosofía, la historia, la neurociencia y la geopolítica. Sus intereses en geo-estrategia incluyen entre otros, la geopolítica de Oriente Medio, la seguridad nacional y global sostenible, la geopolítica del espacio exterior y las tecnologías estratégicas. Entre sus intereses filosóficos se encuentran la justicia global, la dignidad humana y el orden internacional, así como las predilecciones de la naturaleza humana y sus implicaciones hacia la guerra, la paz, la moral y la cooperación política. Ha escrito más de 20 libros sobre una variedad de estos temas.
Su investigación se centra en el comportamiento humano a través del egoísmo emocional amoral, la importancia de la dignidad humana y las nueve necesidades humanas esenciales, primordiales para sustentar el orden político, la cultura política y la civilización humana en sí.  

## Publicaciones
Nayef Al-Rodhan ha escrito 21 libros entre los cuales destacan: El rol del mundo Árabe-Islámico en el ascenso de Occidente: Implicaciones para las Relaciones Transculturales Contemporáneas, Historia Sostenible y la Dignidad del Hombre: Una Filosofía de Historia y el Triunfo de la Civilización, Teoría de la Naturaleza Humana: ‘Egoísmo Amoral Emocional’. Ha publicado más de 60 artículos en varias revistas, más de 20 informes sobre políticas de seguridad y 17 publicaciones sobre la neurociencia.

## Premios
Entre los premios por su investigación destacan:
- Premio Sir James Spence
- The Gibb Prize
- The Farquhar-Murray Prize
- Premio de la Asociación Americana del Cirujano Neurológico. (2 veces)
- Premio Meninger
- Premio Anual Residente del Congreso de Cirujanos Neurológicos.
- Premio Joven Investigador de la Asociación Americana de Cirujanos Neurológicos.
- Premio Anual de Becas del Congreso de Cirujanos Neurológicos.

Además da su nombre al premio Nayef Al-Rodhan Prize, dotado con 25.000 libras a una persona que haya conseguido la excelencia académica en el campo de la Comprensión Transcultural. El premio lo otorga la Academia Británica de las Humanidades y las Ciencias Sociales de manera anual.